# Алов Олександр Олександрович
Олекса́ндр Олекса́ндрович А́лов (справжнє прізвище — Лапскер) (26 вересня 1923, Харків — 12 червня 1983, Москва) — радянський кінорежисер, сценарист. Заслужений діяч мистецтв РРФСР (1965). Народний артист СРСР (1983). Лауреат Державної премії СРСР (1985, посмертно).

## Біографія
У 1951 закінчив режисерський факультет ВДІКу (майстерня  І. О. Савченка). Ще студентом був асистентом режисера Ігоря Савченка у кінокартині «Тарас Шевченко» (1951), яку завершував після його смерті.
У 1951—1957 роках — режисер кіностудії імені О. П. Довженка.
Спільно з Володимиром Наумовим на Київській кіностудії художніх фільмів зняв стрічку «Тривожна молодість» (1955) за мотивами трилогії «Стара фортеця» Володимира Бєляєва. Частину зйомок проведено в Кам'янці-Подільському. У листопаді 1962, в привітанні Кам'янцю-Подільському з нагоди святкування 900-річчя міста, Алов і Наумов засвідчили: «Кам'янець-Подільський — місто нашої тривожної кінематографічної молодості. Ми тут народились. Народились як кінорежисери. Починати завжди важко, і місце, де ти зробив перші кроки, стане назавжди дорогим» .
У 1956 році на Київській кіностудії художніх фільмів творчий режисерський дует поставив картину «Павло Корчагін» (МКФ в Москві 1957, Срібна медаль).
З 1957 року — режисер кіностудії «Мосфільм».
Як режисер і сценарист, у співавторстві з Володимиром Наумовим поставив ряд художніх фільмів, що стали класикою і гордістю радянського кінематографу:
- 1961: «Мир тому, хто входить» (МКФ у Венеції 1961, спеціальний приз журі)
- 1970: «Біг» (за мотивами творів Михайла Булгакова. Участь в Основний програмі МКФ в Каннах 1971.)
- 1976: «Легенда про Тіля» (за мотивами роману Шарля де Костера. Всесоюзний кінофестиваль 1978, Спеціальний приз журі.)
- 1980: «Тегеран-43» (лідер радянського прокату 1981 року. МКФ в Москві (1981): Приз Товариства «Батьківщина» та Золотий приз. Всесоюзний кінофестиваль (1981): Головний приз.)
- 1983: «Берег» (за однойменним романом Юрія Бондарєва. Всесоюзний кінофестиваль (1984): Головний приз і Диплом. Державна премія СРСР 1985 р.) та ін.

Викладав у ВДІКу з 1980 року.
Похований у Москві на Ваганьковському кладовищі.